# Taeniophyllum arunachalense
Taeniophyllum arunachalense är en orkidéart som beskrevs av A.Nageswara Rao och J.Lal. Taeniophyllum arunachalense ingår i släktet Taeniophyllum och familjen orkidéer.
Artens utbredningsområde är Arunachal Pradesh. Inga underarter finns listade i Catalogue of Life.